# Richard Quinney
Richard Quinney (* 16. Mai 1934 in Elkhorn, Wisconsin) ist ein US-amerikanischer Soziologe und Kriminologe. Von 1983 bis zu seiner Pensionierung 1997 lehrte er als Professor für Soziologie an der Northern Illinois University.
Quinney wird zu den Hauptvertretern marxistischer Kriminalitätstheorien gezählt. Für seine Beiträge zur kriminologischen Theorie und Forschung wurde Quinney 1984 mit dem „Edwin H. Sutherland Award“ der American Society of Criminology ausgezeichnet. 
In seinen frühen Publikationen postulierte er, dass Kriminalität eine Funktion der Gesellschaftsstruktur ist, dass Gesetze von Mächtigen geschaffen werden und dass das Strafrechtssystem ein Unterdrückungsinstrument ist. Mit seinen späteren Arbeiten wandte er sich spirituellen und religiösen Ansätzen zu und trat für gewaltfreie Reaktionen auf Straftaten ein. Ebenfalls in seiner späteren Schaffensphase befasste er sich mit einer „Ethnographie des Alltags“, seine entsprechenden Schriften illustrierte er mit eigenen Fotos.

## Schriften

### Kriminologische Texte (Auswahl)
- Bearing witness to crime and social justice. State University of New York Press, Albany 2000, ISBN 0791447596.
- mit Marshall B. Clinard: Criminal Behavior Systems: A Typology, New York 1986.
- Social existence. Metaphysics, Marxism, and the social sciences. Sage Publications, Beverly Hills 1982, ISBN 080390830X.
- Class, state, and crime. On the theory and practice of criminal justice. D. McKay Co., New York 1977, ISBN 0679303340,
- Criminology. Analysis and critique of crime in America. Little, Brown, Boston 1975.
- Critique of legal order; crime control in capitalist society. Little, Brown, Boston 1974.
- Criminal justice in America. A critical understanding. Little, Brown, Boston 1974.
- The problem of crime. Dodd, Mead, New York 1970.

### Ethnographische und andere Texte (Auswahl)
- On the open road. Borderland Books, Madison 2018, ISBN 9781732132207.
- Of time and place. A farm in Wisconsin. Borderland Books, Madison 2006, ISBN 9780976878124.
- For the time being. Ethnography of everyday life. State University of New York Press, Albany 1998, ISBN 0791438511.
- Journey to a far place. Autobiographical reflections. Temple University Press, Philadelphia 1991, ISBN 087722725X.